# Eleccions presidencials russes de 2000
Les eleccions presidencials russes de 2000 (выборы президента Российской Федерации 2000 года, Víbori prezidenta Rossiiskoi Federatsii 2000 góda) van celebrar-se el 26 de març de 2000 a Rússia. L'aleshores Primer Ministre i president en funcions Vladímir Putin, que havia succeït Borís Ieltsin després de la dimissió d'aquest el 31 de desembre de 1999, es presentà per a un mandat de quatre anys i guanyà els comicis en la primera i única volta.
Les urnes estigueren obertes des de les vuit del matí (08:00 AM) fins les vuit de la nit (08:00 PM). Vladímir Putin fou el candidat més votat amb un 53,4% dels vots emesos. El millor resultat de Putin fou a Ingúixia amb un 85,42% dels vots, mentre que els resultats més baixos els obtingué a Txetxènia amb un 29,65%. Els resultats de Guennadi Ziugànov (PCFR) estigueren entre el 47,41% a l'óblast de Lípetsk fins al 4,63% a Ingúixia. Els resultats de Grigori Iavlinski (Iàbloko) foren des del 18,56% a Moscou fins al 0,42% al Daguestan. Vladímir Jirinovski (PLDR) obtingué el seu percentatge més alt a l'óblast de Kamtxatka amb un 6,13% i el més baix amb un 0,29% a Ingúixia.

## Campanya

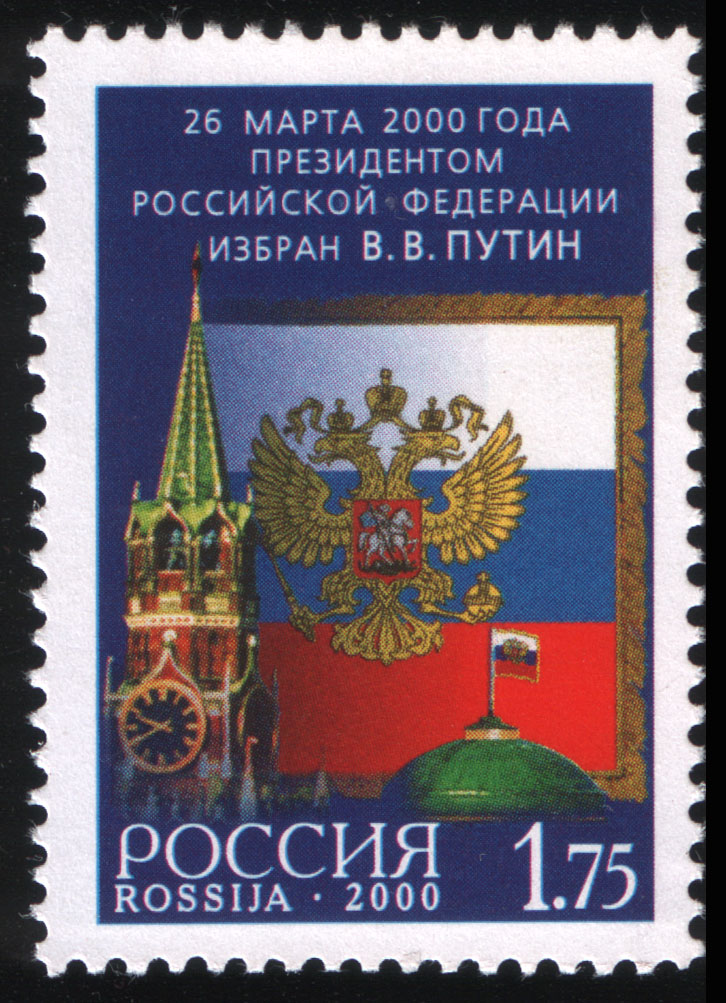
Segell commemoratiu de l'investidura de Vladímir Putin

Guennadi Ziugànov (PCFR) i Grigori Iavlinski (Iàbloko) eren els candidats més forts de l'oposició. La campanya de Ziugànov es basava en l'oposició a la venda i liquidació de propietats públiques així com el retorn a l'estat de les propietats il·legalment privatitzades; s'oposà a la propietat privada del sol i advocà per que l'estat proveguera forts servicis públics; també proposà l'enfortiment de les capacitats militars nacionals per a resistir l'expansió dels EUA i l'OTAN. Grigori Iavlinski es presentà com a defensor del lliure mercat però amb un mesurat control per l'estat; proposà un major control sobre els diners públics, el final del mercat negre i la reforma del sistema tributari coincidint amb un augment dels servicis públics; també advocà per un paper més fort de la Duma Estatal i la reducció de la burocràcia; era considerat el candidat més pro-occidental només per les crítiques a la guerra de Txetxènia, però també era escèptic amb l'OTAN. Una de les principals plataformes de campanya de Putin fou la "dictadura de la llei" i "quant més fort sia l'Estat, més lliure serà el poble".
Putin no organitzà pràcticament cap acte de campanya per a les eleccions; "no realitzà meetings, no pronuncià discursos i se negà a participar en debats amb els seus rivals". L'extensió de la campanya de Putin es resumí en una entrevista biogràfica emessa per l'ORT i una sèrie d'entrevistes amb periodistes pagades per Borís Berezovski, un oligarca que havia ajudat a constituir el partit Unitat durant els anys de govern Ieltsin. El millor reflexe de la campanya de Putin és la "carta oberta als votants russos", publicada als principals periòdics nacionals el 25 de febrer de 2000. Com que no participà en cap debat, els rivals de Putin no tingueren l'oportunitat de qüestionar el seu programa, per molt buit que aquest hagués estat; altres candidats afirmaren que aquesta era una estratègia per a no aclarir la seua postura en diverses temàtiques controverses.
La cobertura acrítica feta per la televisió pública de la supervisió de Putin del conflicte a Txetxènia el va ajudar a consolidar la seva popularitat com a primer ministre, fins i tot quan la popularitat de Ieltsin com a president va caure. L'anàlisi de la cobertura televisiva de les eleccions a la Duma de 1999 i de les eleccions presidencials de 2000 va trobar que "va ser l'ORT, i la televisió estatal en general, la que havia ajudat a crear un partit amb poca antelació" i que "la seva cobertura... va donar un gran suport a la partit que havia creat.” A més, l'ORT va atacar agressivament opositors creïbles a Unitat i Putin. Putin "va rebre més d'un terç de la cobertura dedicada als candidats a tots els canals de televisió, tant com Ziugànov (12%), Iavlinski (11%) i Jirinovski (11%) junts". Va rebre més d'un terç de la cobertura dels mitjans impresos, i se li va donar una cobertura enorme fins i tot als diaris de l'oposició.
Putin anuncià una nova política de premsa després de guanyar les eleccions. Afirmà que creia en la "premsa lliure", però això no hauria de permetre que els mitjans esdevingueren "mitjans de desinformació massiva i eines de lluita contra l'estat". Animà els mitjans de comunicació estatals a controlar el mercat i proporcionar a la gent "informació objectiva".

## Resultats

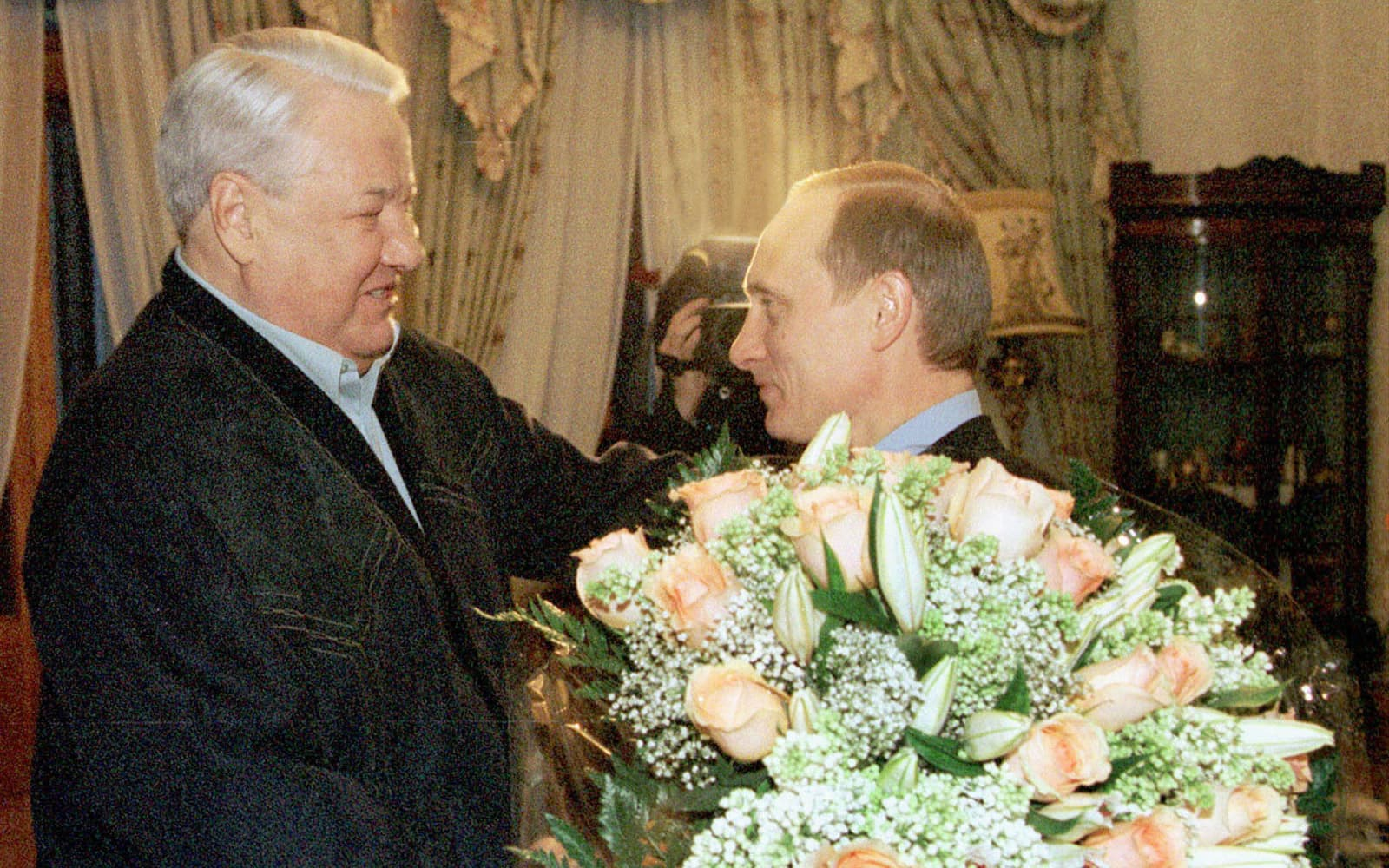
L'ex-president Ieltsin felicita l'elecció al president Putin

|  | 52,94 % |

|  | 29,21 % |

|  | 5,80 % |

|  | 3,84 % |

|  | 2,70 % |

|  | 1,47 % |

|  | 1,01 % |

|  | 0,44 % |

|  | 0,43 % |

|  | 0,13 % |

|  | 0,10 % |

|  | 1,88 % |

|  | 99,09 % |

|  | 0,91 % |

|  | 100,0 % |

|  | 68,6 % |